# 佳任斯基區

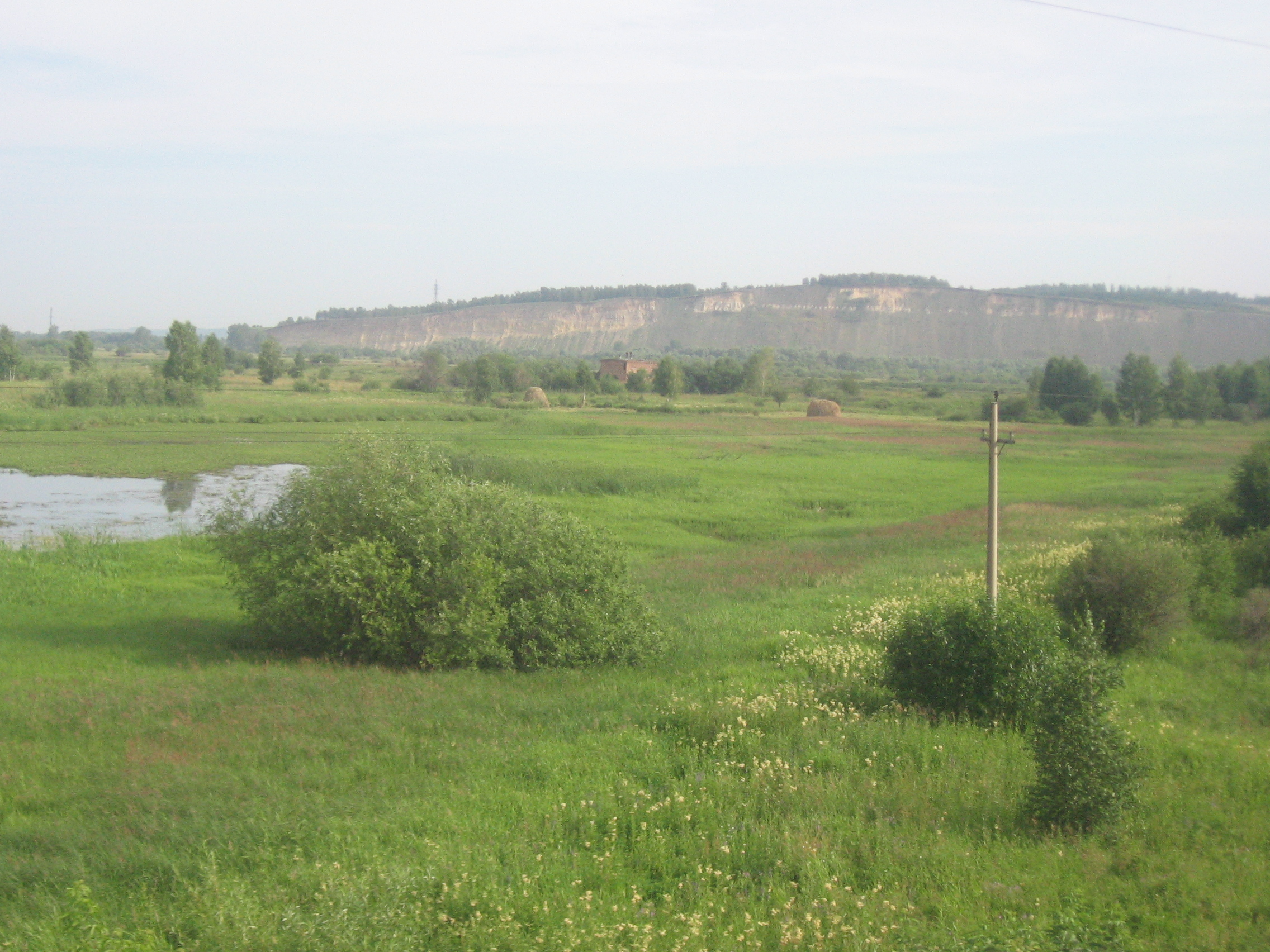

56°07′12″N 88°31′07″E / 56.1200°N 88.5186°E
佳任斯基區（俄语：Тяжинский район），是俄羅斯的一個區，位於該國南部，由科麥羅沃州負責管轄，面積3,531平方公里，2010年該區人口25,597，人口密度每平方公里7.25人。